# All Eyez on Me (singolo Monica)
All Eyez on Me è una canzone R&B ballabile prodotta da Darkchild e scritta da Monica e LaShawn Daniels per l'originale terzo album di Monica, pubblicato solo in Giappone, All Eyez on Me. Il brano è stato pubblicato come singolo d'apertura dell'album nel settembre del 2002, ma ha avuto uno scarso successo ovunque.

## Composizione e testo
La canzone è stata una delle prime nate dal lavoro in studio di Monica e del team di Darkchild ed una delle nove che la cantante ha scritto per il suo terzo album. Registrato ad Atlanta, Georgia, è un pezzo molto ballabile e uptempo, descritto dalla stessa interprete come un brano da party, una canzone felice e positiva perfetta per l'estate.
La canzone utilizza un campionamento del singolo datato 1983 dalla celebre P.Y.T. (Pretty Young Thing), di Michael Jackson, i cui nastri originali sono stati consegnati di persona dallo stesso Jackson a Monica e Darkchild per la realizzazione del brano. L'intento era quello di cercare la stessa atmosfera del singolo del re del pop, ovvero di relax e serenità, senza pensieri tristi e preoccupanti.
La cantante ha dichiarato di essersi sentita onorata dall'interesse dimostrato da Jackson e che il cantante si è dimostrato di grande aiuto, grazie anche alla confidenza acquisita con Darkchild in passato (il produttore aveva lavorato a tutto l'album di Jackson del 2001, Invincible). Alla fine della canzone è possibile sentire l'uso che è stato fatto della voce originale di Jackson, campionata e modificata.
La canzone fa riferimento anche ad un'altra leggenda della musica, ovvero a Tupac Shakur, e alla sua canzone del 1996 intitolata come questa All Eyez on Me; il brano del rapper scomparso è stata fonte d'ispirazione per Monica, per la sua idea di avere tutti gli occhi addosso, anche se non vengono riprese le dure tematiche affrontate da Tupac e il suo linguaggio crudo (in una strofa il rapper dice di voler mandare tutti i vigliacchi all'inferno).
Monica chiarisce anche che il titolo potrebbe trarre in inganno, e che dunque non si tratta di una canzone vanesia ed egocentrica, di una star che vuole l'attenzione tutta su di sé, ma che il fatto di voler attirare l'attenzione degli altri sarebbe un espediente per contagiarli di energia positiva per passare del bel tempo insieme.

## Video musicale
Il video della canzone è stato diretto da Chris Robinson e girato a Hollywood tra il 14 e il 15 luglio 2002; vede inizialmente la cantante uscire in pieno giorno di casa e incontrare un ragazzo particolarmente attraente prima in un negozio di abbigliamento e poi alla pompa di benzina.
Successivamente la scena si sposta in un locale di sera, dove la cantante fa la conoscenza di un altro uomo e dove esegue con dei ballerini una coreografia che comprende anche l'utilizzo di una cassa di legno sulla quale appoggiarsi. La coreografia è stata curata da Devyne Stephens. Nella scena girata al locale compaiono in ruoli cameo Missy Elliott, Jermaine Dupri, Trina e Ludacris.
Il look di Monica appare molto sofisticato e curato nei particolari, con un abbigliamento molto glamour e sportivo al tempo stesso, e capelli biondo scuri in varie acconciature.
Il video mantiene il leif motiv del brano, ovvero passare del bel tempo in maniera spensierata, come andare a fare shopping e uscire con gli amici in una giornata assolutamente normale.

## Successo commerciale
All Eyez on Me è il primo singolo di Monica ad essere stato un flop nelle classifiche.
Infatti, dopo essere uscito nel novembre del 2002, il singolo è arrivato solo al numero 69 della Billboard Hot 100 e al 34 nella classifica R&B. All'estero, la canzone è entrata nelle top40 di Australia e Nuova Zelanda, arrivando rispettivamente alla posizione 39 e alla 29. In Europa ha visto particolare successo soltanto nelle classifiche belghe, arrivando nella top20 sia della classifica fiamminga che di quella vallone.
L'insuccesso della canzone ha spinto la casa discografica ad annullare l'uscita dell'album (pubblicato solo in Giappone), e a far tornare Monica in studio per lavorare su altri pezzi che avrebbero garantito il successo del terzo album della cantante.

## Classifiche
| Classifica (2002)                     | Posizione |
| ------------------------------------- | --------- |
| Australia                             | 39        |
| Belgio (Fiandre)                      | 12        |
| Belgio (Vallonia)                     | 11        |
| Germania                              | 81        |
| German Black Chart                    | 2         |
| Nuova Zelanda                         | 29        |
| Svizzera                              | 88        |
| U.S. Billboard Hot 100                | 69        |
| U.S. Billboard Hot R&B/Hip-Hop Tracks | 34        |
| World Singles Official Top 100        | 19        |

## Tracce
- CD SINGOLO

1. "All Eyez on Me" (Radio Edit) - 3:58
2. "All Eyez on Me" (Blacksmith Club Radio Mix) - 4:22
3. "All Eyez on Me" (MaUVe Vocal Mix) - 7:33
4. "All Eyez on Me" (MaUVe Dub Mix) - 7:14

- VINILE

1. "All Eyez on Me" (Radio Edit) - 3:58
2. "All Eyez on Me" (Instrumental) - 3:58
3. "All Eyez on Me" (Radio Mix) - 3:58
4. "All Eyez on Me" (Acappella) - 3:58